# Morgan Jones
Morgan Jones es un personaje ficticio  de la serie de cómics The Walking Dead y es interpretado por Lennie James en la serie de televisión estadounidense serie de televisión del mismo nombre y su serie complementaria Fear the Walking Dead. Tanto en los cómics como en la serie de televisión, es un padre devoto que lucha por superar la reciente muerte de su esposa. Jennie (solamente nombrada en la serie televisiva) y su hijo, Duane, buscan refugio en la ciudad natal de Rick después de que ocurra el brote y son los primeros sobrevivientes que Rick se encuentra después de despertarse de su coma.
En la serie de televisión, Morgan salva la vida de Rick de un caminante y le cuenta sobre el brote. Se separan con la intención de reunirse en Atlanta, pero luego pierden el contacto. En la tercera temporada del episodio "Clear," Morgan se revela que está vivo cuando Rick se encuentra con él en una carrera de suministros de armas en su ciudad natal. Morgan se ha vuelto mentalmente inestable ya que Duane fue asesinado por la esposa zombificada de Morgan, y se niega a reunirse con el grupo de Rick insistiendo en que necesita quedarse y despejar la ciudad de los caminantes. En la quinta temporada, se muestra que Morgan se ha recuperado de su ruptura mental y se entera de que Rick está en Virginia. Finalmente encuentra la zona segura de Alexandria y se reúne con su viejo amigo. En sexta temporada Morgan actúa como un hombre de paz, insistiendo en que pueden resolver las amenazas sin el uso de la violencia, lo que entra en conflicto con los puntos de vista de Rick, y trata de ayudarlo a recuperar su humanidad cuando continuamente disminuye Un episodio de flashback "Here's Not Here" se revela que después de encontrarse con Rick por segunda vez, Morgan se encontró con un sobreviviente llamado Eastman que lo ayudó a recuperarse de su ruptura mental, enseñándole aikido e insistiendo en que no tiene que matar gente sin importar la situación. La guerra en curso disminuye el esfuerzo de Morgan por la paz, y él vuelve a matar. Al final de la guerra, se va de Washington D. C. Se decidió transferir su personaje a la serie complementaria Fear The Walking Dead.

## Historia
Luego de que su hijo Duane noqueara en la cabeza a un confundido Rick que rondaba por las calles de Cynthiana, Kentucky en busca de respuestas Morgan se dio cuenta de que el hombre no era un zombi y lo refugió en su casa hasta que se recupere. Morgan y Duane informaron al alguacil acerca del acontescimiento que el mundo esta atravesando y este como agradecimiento por su hospitalidad les entregó algunas armas de la estación de policía. Tras decidir ir a buscar a su familia a Atlanta Rick y Morgan se separaron con la esperanza de reencontrarse en un futuro inminente.
Morgan y Duane decidieron quedarse en el pueblo y continuaron viviendo en el vecindario durante mucho tiempo aunque no volvieron a ver a ser vivo después de la partida de Rick. En Navidad Morgan le regaló a su hijo un gameboy que había encontrado en una de sus carreras de suministros con el fin y objetivo de distraer la mente del niño del mundo brutal que esta atormentandolos.
Han trascurrido varios meses después de su primer encuentro y mientras el grupo de Rick viajaba hacia Washington D. C., el policía decidió detenerse en su pueblo natal para buscar las armas restantes en la estación de policía y mientras recorría su antiguo vecindario se reencontró con un desprolijo y mentalmente inestable Morgan, quien al verlo lo reconoció de inmediato. Morgan le explicó a Rick, que Duane había sido mordido meses atrás y que él había sido incapaz de matarlo y lo había estado alimentando desde su transformación. Rick le ofreció viajar con ellos y entonces Morgan aceptó tristemente. Antes de partir de su casa, Morgan aún incapaz de acabar con su hijo liberó a Duane de sus cadenas para que pudiera deambular tranquilamente por la casa y entonces lo abandonó a su suerte. Desde que se incluyó al grupo Morgan continuó siendo incapaz de superar el dolor por la pérdida de su hijo y comenzó a mostrar signos de demencia y comportamiento auto-lesivo que empezó a inquietar al grupo. Morgan trató de recrear la relación que tenía con su hijo utilizando a Carl pero este lo rechazó vehementemente y comenzó a tratarlo de manera indiferente y reacio.
Luego de que Ben se volviera una amenaza para todo el grupo, Morgan fue el único testigo vio a Carl asesinar al niño, pero decidió guardar silencio para evitar conflictos. Morgan normalmente escuchaba los llantos de Carl y trató en varias ocasiones de hablar con él al respecto pero el niño continuó mostrándose hostil hacia él. Poco a poco el hombre fue superando sus traumas y además comenzó a formar un vínculo con Michonne.
Morgan fue uno más de los del grupo que logró llegar a la Zona Segura de Alexandría, donde se instaló con el resto dentro de una de las casas. Si bien antes para Morgan le había sido difícil adaptarse a un grupo reducido de personas, el hacerlo con toda una comunidad no le resultó para nada fácil y el hombre tuvo muchos problemas para tratar de encajar en la sociedad nuevamente. Sin embargo, cuando el líder de la comunidad le encargó a Morgan el trabajo de cocinero este no impuso ninguna objeción al respecto y se mostró gustoso con su cargo.
Durante la fiesta de bienvenida que los residentes de la Zona Segura hicieron en homenaje a Rick, Morgan se retiró bastante temprano puesto que se sentía incómodo y gracias a esto se encontró con Michonne, quien compartía su mismo sentimiento de incomodidad. Tras charlar un rato, los dos descubrieron que tenían varias cosas en común y terminaron teniendo relaciones sexuales.
Exactamente después de terminar de tener relaciones sexuales con Michonne, Morgan empezó a tener sentimiento de culpa por lo que había hecho y consideró que todo el asunto había sido erróneo. El hombre se sintió terriblemente mal por traicionar la memoria de su esposa muerta e incapaz de superarlo se lo comunicó a Michonne, quien se enojó con él por esto y decidió no continuar una relación.
A pesar de lo que había sucedido, Morgan continuó visitando a Michonne y trató de explicarle cual era el motivo por el que no podía olvidar a su esposa muerta y entonces la chica decidió darle una segunda oportunidad. Sin embargo, las cosas nuevamente resultaron mal después de que el hombre volvió a hacer comentarios desubicados tras terminar de tener sexo con la chica y entonces ésta cortó en definitiva lo que sucedía entre ambos. Finalmente durante el ataque de una jauría de caminantes a la Zona Segura de Alexandría, Morgan ayudó a Rick a defender el lugar y acabar con algunas de las criaturas. En medio de la batalla, Morgan fue mordido en el brazo por uno de los muertos andantes y aunque Michonne amputó su brazo infectado para evitar que el virus se esparciera, el hombre comenzó a agonizar y empeoró rápidamente. En su lecho de muerte Morgan habló con Carl y le comentó lo que había visto el día que Ben murió y finalmente le aconsejó que nunca perdiera de vista que él era un buen muchacho. Morgan comenzó a delirar con su hijo muerto debido a la fiebre y a las pocas horas murió. Michonne entonces acabó tristemente con él antes de que regresara a la vida y finalmente lo sepultaron junto a todos los otros que habían perecido en el ataque.

## Adaptación de TV

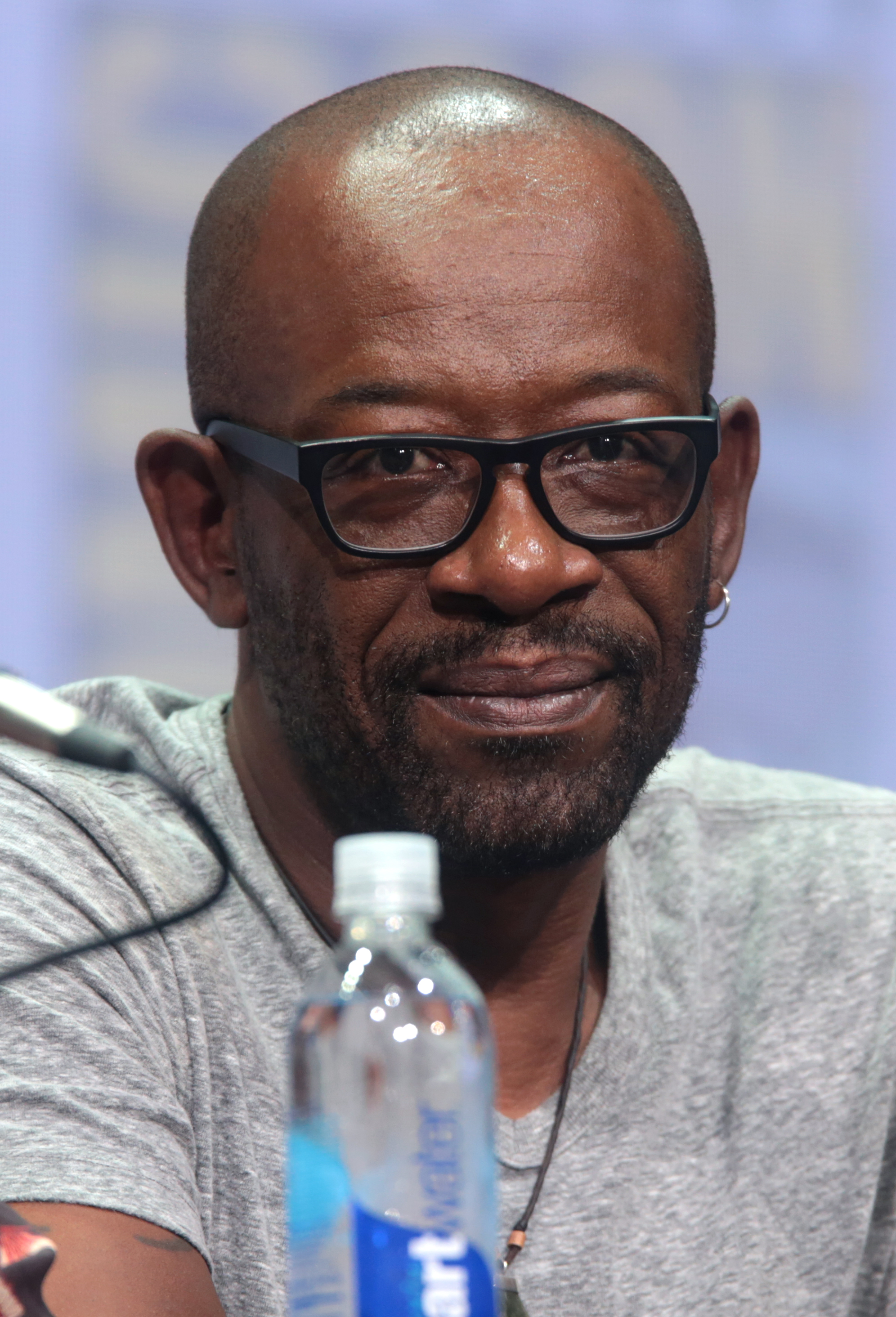
El actor Lennie James fue elegido para interpretar a Morgan Jones como invitado especial en la primera temporada y la tercera, como recurrente en la quinta y de la sexta hasta la octava como miembro principal, hasta su traslado a Fear The Walking Dead.

### Primera Temporada (2010)
En la serie de televisión, la ciudad natal de Rick, donde se asentaron los Jones, es una pequeña ciudad de Georgia llamada King County. En el estreno de la serie "Days Gone Bye" Después de que Rick salga del hospital este se dirige a su hogar sin saber que Duane golpea en la cabeza con una pala tras ser confundirlo con un caminante, Morgan apareció del otro lado de la calle y acabó con un caminante que se les acercaba. Tras indagar al policía y oírlo murmurar algunas palabras, Morgan lo introdujo en la casa donde se estaban protegiendo y lo amarró a una cama hasta tanto pudiera corroborar que no había sido mordido. Aunque inicialmente dudó de la historia de Rick de haber estado en coma durante todo ese tiempo, Morgan lo liberó tras comprobar que no era una amenaza y compartió con él todo lo que sabía respecto al apocalípsis y con respecto a los caminantes.
Al día siguiente, Rick le manifestó a Morgan su creencia de que su esposa e hijo probablemente seguían con vida ya que todas las fotos familiares de su casa habían desaparecido, y entonces Morgan le sugirió que pudieron haberse ido a Atlanta, ya que allí el Centro de Control de Enfermedades había establecido una zona de cuarentena. Aunque Rick quiso que su nuevo amigo y su hijo le hicieran la compañía a la ciudad, Morgan decidió quedarse hasta cuando Duane aprendiera a disparar y entonces el policía le entregó un walkie-talkie con la promesa de conectarse cada mañana al amanecer. Tras la partida de Rick, Morgan regresó a su casa y desde el piso superior comenzó a disparar contra varios caminantes con su rifle, esperando que el ruido atrajera a más criaturas, incluida su esposa muerta. Cuando la mujer apareció en escena, Morgan fue incapaz de dispararle pese a que quiso hacerlo y entonces se quebró patéticamente en lágrimas.

### Segunda Temporada (2011—12)
En el capítulo estreno de la segunda temporada "What Lies Ahead", Rick intenta contactar a Morgan a través del walkie-talkie por última vez sin éxito. Rick le advierte a Morgan que Atlanta no está a salvo y que se ven obligados a abandonar la ciudad en favor de Fort Benning. Rick expresa la esperanza de ver a Morgan allí algún día y casi le cuenta a Morgan un secreto que el doctor Edwin Jenner en el CDC le susurró al oído, pero finalmente decide guardar silencio sobre el tema.

### Tercera Temporada (2012—13)
En el episodio "Clear", cuando Rick, Carl y Michonne salen corriendo al condado de King, Morgan los mantiene a punta de pistola desde el techo. Mantienen un tiroteo, y mientras intentan perseguir a Rick, Carl finalmente le dispara a Morgan en el pecho. Rick se quita la camisa de Morgan, revelando que se había puesto una armadura. Arrastran a un inconsciente Morgan a su edificio, evitando sus trampas, y lo tumban en una cama. Por medidas de seguridad, sus manos están atadas por Rick. Mientras Rick lee los escritos extraños en la pared, descubre que Duane había reanimado, y decide quedarse y esperar a que Morgan se despierte. Mientras Michonne y Carl salen a correr, Rick espera que se despierte, pero Morgan agarra un cuchillo que estaba pegado a un lado de la cama. Él ataca a Rick, alegando que ya no está familiarizado con nadie. Él apuñala a Rick en la parte superior izquierda del pecho. Rick tira el arma, apuntando su revólver a la cabeza de Morgan, y Morgan le ruega a Rick que lo mate. Morgan está atado de nuevo y, después de arreglarse, Rick finalmente logra hacerle recordar que los dos se conocen. Morgan dice que intentó ponerse en contacto con Rick todas las mañanas durante varias semanas, pero nunca contestó a la radio, antes de explicar lo que le pasó a Duane. Se le ofrece la oportunidad de unirse al grupo en la prisión, pero se da cuenta de que Rick está tomando muchas armas, lo que significa que se están preparando para una guerra. Morgan afirma que Rick, Carl y su gente morirán por balas o por caminantes, y se niega a unirse a ellos, no queriendo ver morir a nadie más. Mientras limpia a los caminantes atrapados en sus trampas, Carl se acerca a Morgan y le dice que lamenta haberle disparado antes. Morgan le dice a Carl: "No lo lamentes nunca". Al salir del condado de King, Rick, Carl y Michonne observan cómo Morgan se prepara para quemar los cadáveres de los caminantes que capturó.

### Quinta Temporada (2014—15)
En la escena poscréditos del episodio del episodio estreno "No Sanctuary", se ve a un hombre enmascarado acercándose a un cartel de Terminus en el que Rick había escrito "No hay Santuario". Se da la vuelta y se quita la máscara, revelando que es Morgan, que encuentra una marca en un árbol y comienza a seguir su rastro. Morgan reaparece en la escena poscréditos en el episodio "Coda", donde sigue las marcas de árboles dejadas por Gareth a la escuela primaria donde él y los cazadores habían canibalizado la pierna de Bob Stookey. Morgan deja a un caminante inmovilizado en escombros y se encuentra en la iglesia del Padre Gabriel, donde prepara un santuario improvisado y se arrodilla frente a él, rezando por un corto tiempo antes de reírse. Morgan encuentra el mapa con una ruta a Washington D. C. tendido en el suelo (el que Abraham Ford le había dado previamente a Rick en el episodio "Four Walls and a Roof") y lee el mensaje que Abraham le había dejado a Rick. Morgan se da cuenta de que su amigo sigue vivo en alguna parte.
En el final de la temporada "Conquer", Morgan está ahora en Virginia En el final de la temporada "Conquer", Morgan está ahora en Virginia y durmiendo dentro de un automóvil, antes de iniciar un incendio. Un hombre se acerca a él a punta de pistola, revelando que es un miembro de los Lobos, y después de una breve conversación, exige que Morgan entregue todos sus suministros, así como a sí mismo. Mientras otro miembro de los Lobos se lanza contra Morgan por detrás con un cuchillo, Morgan esquiva el ataque y lucha contra los hombres con un bastón de madera, dominándolos y dejándolos inconscientes. Morgan los coloca en el asiento trasero del auto y toca la bocina—Controlando si hay algún caminante cerca— antes de partir Cuando Daryl Dixon y Aaron se quedan atrapados en una camioneta rodeada de caminantes cuando ponen en marcha una trampa tendida por los Lobos, Morgan los rescata y Aaron le ofrece la oportunidad de venir a Alexandria como agradecimiento por salvarlos. Morgan inicialmente rechaza la oferta, pero dice que está perdido pero que se dirige a algún lugar, y le muestra a Daryl el mapa a Washington D. C. con el nombre de Rick que había encontrado en la iglesia. Al darse cuenta de que Morgan sabe que Rick, Daryl y Aaron lo llevan a Alexandria, donde llegan a tiempo para presenciar a Rick ejecutando a Pete Anderson bajo las órdenes de Deanna Monroe luego del asesinato de Pete del esposo de Deanna.

### Sexta Temporada (2015—16)
En el estreno de la temporada, "First Time Again", Morgan y Rick se ponen al día, revelando que aprendió a usar su personal de alguien después del brote. Morgan se queda en una habitación para pasar la noche antes de que Rick lo deje en libertad, diciéndole que ya no se arriesga. Morgan acompaña a Rick en salir de la Zona Segura para enterrar a Pete, cuando se encuentran con una cantera de rocas llena de centenares de caminantes. Morgan ayuda a Rick con su plan para atraer a los caminantes fuera de la cantera y lejos de la Zona Segura, sabiendo que es solo cuestión de tiempo antes de que se liberen. En un flashback, Morgan está presente cuando caminan sobre Carter (Ethan Embry) discutiendo sus planes para matar a Rick y recuperar la Zona Segura, apuntando un arma a Eugene. Rick desarma a Carter, lo que lo lleva a decirle a Morgan que pase lo que pase, las personas como Carter terminarán muriendo. Durante la construcción en una barrera improvisada, varios caminantes tropezaron en la zona de trabajo. Rick quiere que los alexandrinos los maten, pero Morgan interviene y dice que él tampoco se arriesga a más. A medida que el grupo está atrayendo a los caminantes fuera de la cantera y alejándolos de la Zona Segura, se escucha una bocina que viene de Alexandría. Esto hace que la manada de caminantes comience a abrirse camino a través de los bosques y de regreso a la Zona Segura, con Morgan, Rick y Michonne corriendo de regreso a Alexandría.
En el episodio "JSS", Morgan regresa a Alexandria después de que un camión de gran plataforma chocó contra una torre. Descubre que Alexandria fue irrumpida por un grupo conocido como los Lobos que están matando brutalmente a todos los que pueden en Alexandria con un arsenal de cuchillas. El Padre Gabriel es atacado por un lobo, pero es salvado por Morgan. Cuando Gabriel le preguntó cómo aprendió a pelear así, Morgan respondió: "de un fabricante de queso". Morgan corrió alrededor de Alexandría para luchar contra otros lobos y se encontró rodeado por cinco de ellos. El líder de la manada reconoció a Morgan de su encuentro anterior. Morgan les pidió a los Lobos que se fueran, pero en cambio los Lobos lo atacaron. Uno por uno, los Lobos fueron derribados por Morgan usando solo su bastón en la mano. Le informa al Lobo que su gente tiene armas y que les dispararían si no se van. Los Lobos finalmente cumplen cuando se dan cuenta de que no pueden ganar. Una vez que los Lobos dejaron Alexandria, Morgan examina la carnicería dejada por los atacantes. Entró en una casa que los lobos arrasaron y fue emboscado por quien parece ser el líder de los lobos. Se produjo una pelea entre ellos en la sala de estar y finalmente, Morgan pudo obtener una ventaja para someter al líder del Lobo y dejarlo inconsciente.
En el episodio "Here's Not Here" se revela cómo Morgan recuperó su cordura y aprendió sus habilidades de artes marciales, estilo aikido de un sobreviviente llamado Eastman. Después de que Rick dejó a Morgan en el condado de King, se reveló que Morgan comenzó a atacar y matar a cualquiera que se encontrara. Cuando se encuentra con Eastman, quedó inconsciente y encerrado dentro de una celda en la cabina. Mientras que Morgan inicialmente rechaza los intentos de Eastman por conocerlo y ayudarlo a superar su trauma (diciéndole constantemente que matará a Eastman cuando salga), Morgan finalmente se calma y escucha la filosofía de Eastman. A partir de ese momento, Eastman le enseñó a Morgan cómo toda la vida es preciosa y le enseñó a Aikido para que pueda defenderse sin recurrir a la fuerza letal. El episodio muestra cómo Eastman murió a causa de una mordedura de un caminante, pero Morgan continúa con sus pacíficas promesas de no volver a matar. El episodio termina cuando se demuestra que Morgan le contó la historia al líder del Lobo (encerrado en su sótano) en un intento de convertirlo a su vez.
En el episodio "Heads Up", Morgan admite a Rick y Michonne que dejó escapar a los lobos, creyendo que la gente puede cambiar, aunque Rick duda de su capacidad para sobrevivir sin ensuciarse las manos. Morgan más tarde visita a Denise Cloyd y obtiene su ayuda para tratar al Lobo que capturó. En el final de mitad de temporada "Start to Finish", cuando una horda de caminantes rompe las paredes de Alexandria, Carol y Morgan se refugian en la casa de Morgan. Ella encuentra al Lobo cautivo, y lo amenaza con un cuchillo, pero Morgan interviene y luchan, permitiendo que el Lobo escape capturando a Denisse.
En el estreno de mitad de temporada "No Way Out", el Lobo fugitivo muere al salvar a Denise de los caminantes. Cuando el lobo se reanima, Morgan lo mata y se disculpa. En el episodio "Not Tomorrow Yet", Morgan intenta evitar que el grupo inicie un ataque a los salvadores, Mientras sus compañeros iniciaban un ataque contra Los Salvadores, Morgan fiel a su filosofía de que —toda vida es preciosa— decidió quedarse en Alexandría y se mantuvo construyendo algo en el sótano de una de las casas de la comunidad. En el episodio "Twice as Far", se ve a Morgan reforzando su celda de la cárcel, diciéndole a Rick que les dará opciones en el futuro. En el episodio "East", después de que Carol desaparece, Morgan y Rick se dispusieron a buscarla. Encuentran a un hombre desconocido, a quien Rick decide disparar después de que el hombre le pide su caballo, pero Morgan lo detiene, el hombre ya se ha ido para cuando Morgan le explica a Rick cómo todo es un ciclo y al evitar que el líder del Lobo se quedara en Alexandría, Denise se salvó y pudo salvar a Carl. Los dos se separan, luego, Rick le da un arma a Morgan y le dice que regrese una vez que encuentre a Carol. En el final de temporada "Last Day on Earth", Morgan logra dar con el paradero de Carol. Encuentra el caballo del hombre desaparecido y se complace de ver que estaba diciendo la verdad. Pronto, Carol, se vuelve a ir y se reencuentra con uno de los Salvadores que la atacó previamente, el hombre le dispara y la hiere 2 veces a Carol. Cuando el hombre se mueve para matar a Carol, Morgan le advierte que no lo haga y que lo puede curar pero este ignora las advertencias de Morgan y Morgan lo mata disparándole repetidamente y luego se mueve para ayudar a Carol cuando el hombre que él y Rick se encontraron antes regresa con un amigo. Morgan le devuelve su caballo y los hombres acuerdan ayudar a Carol a ponerse a salvo.

### Séptima Temporada (2016—17)
Morgan aparece por primera vez en el segundo episodio de la temporada, "The Well" donde se revela que los hombres con los que se encontró al final de la temporada pasada lo llevaron a él ya Carol a una comunidad conocida como El Reino. Después de que Carol se despierta de un largo sueño, Morgan le presenta al líder de la comunidad, Rey Ezekiel y su mascota una tigresa de Bengala llamada Shiva. Mientras Carol descarta la mascarada de Ezekiel como un verdadero rey medieval y lo ve muy ridículo, Morgan parece tener una mentalidad más abierta. Él comienza a involucrarse más en la comunidad, ayudando a alimentar a sus cerdos y despachando caminantes. Ezekiel, impresionado por las habilidades de Morgan con el personal, le pide que entrene a Benjamin, un joven sobreviviente que es muy importante para él. Morgan se muestra reacio al principio, ya que razona que el bastón no pudo haber salvado a Carol, pero finalmente está de acuerdo. Mientras entrenaba a Ben, Morgan le presta el libro El Arte de la Paz que le dio Eastman y afirma que está luchando contra sus creencias cuando se vio obligado a matar de nuevo para salvar a Carol, pero aun así sigue valorando la vida. Morgan está más tarde presente cuando Ezekiel y otros miembros del Reino les rinden ofrendas a los Salvadores con Ezekiel expresando su deseo de evitar una guerra con los Salvadores. El episodio termina con Morgan escoltando a Carol a una casa abandonada fuera del Reino, donde se separan en términos amistosos antes de que Morgan regrese. Morgan reaparece en el final de mitad de temporada "Hearts Still Beating", donde Carol lo ve dejando fruta junto a su puerta. Ella lo llama desde el interior y le muestra que Ezekiel ya ha traído mucha fruta, antes de preguntarle cómo está. Cuando él responde que él es bueno, ella le dice que se vaya. Los dos son contactados por el asesor de Ezekiel, Richard, quien les pide ayuda para convencer a Ezekiel de que lance un ataque preventivo contra los Salvadores. Morgan se niega porque no quiere ser el que rompa la paz. Cuando Carol reitera que solo quiere que la dejen sola, Morgan responde que nunca se suponía que lo viera antes de irse.
En el estreno de mitad de temporada "Rock in the Road", Morgan se reúne con Rick y los demás cuando son traídos al Reino por Jesús. Él les dice que encontró a Carol, pero ella se fue poco después de estar en el Reino. Más tarde se sienta en la reunión de Rick con Ezekiel, donde le pide al Reino que se una a su lucha contra los Salvadores. Ezekiel le pregunta a Morgan por su opinión y Morgan admite que él cree que la guerra no es la respuesta y sugiere que encuentren otra manera. Esto hace que Ezekiel rechace a Rick y el grupo abandone el Reino poco después (aunque Daryl se hospeda en El Reino, para esconderse de los Salvadores). En "New Best Friends", Morgan está presente en el próximo tributo a los salvadores cuando las tensiones aumentan entre Richard y Jared. Ambos se sacan las armas, Morgan y Ben usan su bastón para detener a Jared, quien luego toma el bastón de Morgan. A pesar de esto, continúa en desacuerdo con Daryl, quien aboga por la guerra. Los enigmas morales de Morgan llegan a un punto crítico en "Bury Me Here", cuando durante una ofrenda, el Reino se queda corto. Para hacer un castigo a la comunidad del Reino, Jared le dispara a Benjamin en las piernas. Lo llevan donde Carol, pero Ben sucumbe a sus heridas y muere. La muerte de Benjamin causa que Morgan se angustie y comience a perder su control sobre la realidad (con flashbacks de King County pasando por su mente). Cuando se da cuenta de que Richard organizó la situación, se enfrenta a él. Richard afirma que se suponía que era él, pero que pueden usar la muerte de Ben para unir al Reino. Al día siguiente, mientras compensaba a los Salvadores, Morgan golpea a Richard, aturdiéndolo con su bastón antes de estrangularlo hasta la muerte (impactando a ambos lados). Morgan explica que Richard estuvo detrás de la muerte de Ben y que puede aplacar a los Salvadores. Luego va a ver a Carol y revela lo que sucedió, además de decirle la verdad sobre todos los Salvadores que fueron asesinados. Él dice que los matará a todos, uno por uno, pero Carol lo convence de quedarse. El episodio termina con Morgan afilando su bastón en una lanza, simbolizando su abandono de los ideales de Eastman estando a favor de la violencia. En el final de temporada "The First Day of the Rest of Your Life", Morgan es encontrado por Ezekiel, Carol y un grupo de sobrevivientes del Reino en camino a Alexandría, poniéndose La armadura de Benjamín y empuñando su lanza. Ezekiel le pregunta si está decidido a borrar quién estaba con Morgan diciendo que no lo desea, pero está "atascado" (lo que implica su incapacidad de vivir en su mundo con su vida y sus valores). Ezekiel lo convence de marchar con ellos a Alexandría. Cuando llegan, se unen a los alexandrinos en la batalla contra los invasores Salvadores. Durante la batalla, Morgan mata a varios Salvadores (salvando a Rick en un punto), haciendo un uso liberal de las armas de fuego y de su lanza. Más tarde se lo ve sentado en silencio, después de la batalla, donde Carol lo consuela (ya que ambos se han visto obligados a matar de nuevo).

### Octava Temporada (2017—18)
Morgan aparece en el estreno de la temporada "Mercy", donde forma parte del grupo de soldados de Tara y Jesús, asignado para atacar varios puestos de avanzada de los salvadores. En "The Damned" se muestra el ataque que comienza con Morgan liderandolo, resolviendo las dudas al afirmar "No muero", una referencia a que sus seres queridos mueren constantemente mientras sobrevive. Se muestra que Morgan mata a numerosos salvadores durante el ataque antes de encontrarse con Jared, el asesino de Benjamin, de nuevo. Él está a punto de matarlo cuando Jesús lo detiene, diciendo que se han rendido. En el episodio "Monsters" muestra al grupo de Morgan llevando a los salvadores capturados a Hilltop como prisioneros. Jared continúa provocando a Morgan, pero se abstiene de actuar. Cuando los prisioneros intentan escapar, Morgan mata a uno de ellos, pero Jesús lo detiene para que no mate a los demás. Su desacuerdo sobre el asesinato lleva a Morgan a atacar a Jesús, lo que lleva a una lucha acalorada. A pesar de estar aparentemente igualados, Jesús logra desarmar a Morgan antes de devolver a su personal. Morgan afirma: "Sé que no estoy en lo correcto. Pero eso no me hace equivocarme" antes de dejar el grupo. Posteriormente se demostró que Morgan decidió ocupar un puesto viendo el Santuario en lugar de luchar activamente en la guerra, así como se lo ve en "Time for After", Morgan ayuda a colocar fuego de cobertura para el ataque de Daryl y Rosita en el Santuario, ayudándoles a atravesar las paredes con un camión de basura y permitiendo que la manada entre. Cuando Rick llega más tarde con los carroñeros, encuentra a los centinelas muertos, al Santuario libre de caminantes y sin rastro de Morgan. En el final de mitad de temporada "How It's Gotta Be", se revela que Morgan sobrevivió a la represalia de los salvadores y regresa al Reino a tiempo para escuchar a Gavin amenazando y secuestrando a Ezekiel mientras el Reino está invadido de Salvadores.
En el episodio estreno de mitad de temporada "Honor", se muestra un flashback de Morgan que es testigo de cómo los Salvadores escapan del Santuario y huyen rápidamente. En el presente en la comunidad del Reino, Morgan se une a Carol para rescatar a Ezekiel y matar a los Salvadores que invadieron la comunidad. Juntos, Morgan, Carol y un Ezekiel liberado matan a los Salvadores y salvan el Reino. Morgan captura a Gavin, un teniente de alto rango de los salvadores responsable de la muerte de Benjamín y se prepara para matarlo a pesar de los esfuerzos de Carol y Ezekiel para convencerlo de lo contrario. Antes de que Morgan pueda matar a Gavin, Gavin es asesinado repentinamente por el hermano menor de Benjamin, Henry, para sorpresa de los tres. Posteriormente, en "Dead or Alive Or", Morgan esquiva las preguntas de Henry sobre el asesino de su hermano y contempla decirle la verdad. Después de descubrir que Carl murió ayudando a un extraño, Morgan le miente a Henry que Gavin fue el asesino de Benjamin y, como tal, Henry ya se vengó, sin saber que el es el autor intelectual.
Durante "Do Not Send Us Astray", Morgan está obsesionada por las alucinaciones de Gavin que le dicen que debería haber sido Morgan quien lo mató. Morgan participa en la defensa de la Colina de Hilltop y ayuda a repeler el ataque y luego a lidiar con los residentes reanimados que han sido heridos por las armas contaminadas con sangre caminante por parte de los salvadores. Después, Morgan se entristece al saber que Henry está desaparecido. En "Still Gotta Mean Something", Morgan se une a Carol en la búsqueda de Henry y continúa alucinando, esta vez de un Henry muerto. Abrumado y después de haber encontrado un caminante con el bastón de lucha de Henry empalado a través de él, Morgan entrega a Henry por muerto y abandona a Carol para continuar la búsqueda por su cuenta. Morgan le dice a Carol que "no muero, simplemente lo veo" y siente que no puede salvar a nadie que le importe. En cambio, Morgan se une a los esfuerzos de Rick para rastrear a los prisioneros salvadores escapados que incluyen a Jared. Los dos hombres son capturados por los Salvadores, pero Rick intenta convencer a los Salvadores para que los liberen cuando venga una manada de caminantes. Cuando llega la manada, Rick y Morgan son liberados y luego encienden a los Salvadores, matando a varios de ellos. Morgan tiene una confrontación final con Jared, terminando con Morgan atrapando a Jared y asegurándose de que sea devorado por los caminantes, obteniendo su venganza por el asesinato de Benjamin. Morgan y Rick discuten su primera reunión y Morgan explica que su elección de salvar a Rick en ese momento se debía al hecho de que su hijo estaba con él. Al regresar a Hilltop, Morgan se sorprende pero se alivia al descubrir que Carol encontró y rescató a Henry. Morgan le informa a Henry que se vengó del asesino de Benjamin, pero Henry solo se disculpa después de ver el estado de Morgan.
En la última temporada, "Wrath", el estado mental de Morgan continúa deteriorándose, lo que hace que ahora sufra alucinaciones con Jared y golpee accidentalmente a Henry mientras persigue a Alden y a los prisioneros liberados por el Salvador que regresaban de un recado legítimo para la colonia Hilltop. Morgan continúa su postura agresiva hacia los Salvadores, masacrando a un grupo que la Milicia embosca mientras Jesús intenta consolar a Morgan para que adopte una postura menos violenta, usando el extremo romo de su bastón para los vivos y el extremo puntiagudo para los muertos. Durante la batalla final con los Salvadores, Morgan casi mata a un Salvador rendido, pero en su lugar decide seguir el consejo de Jesús en el último momento y noquea al hombre. Después de finalizar la guerra y derrotar a Negan se escucha el discurso de Rick a las comunidades reunidas, Morgan le entrega la armadura de Benjamin a Ezekiel para que se la entregue a Henry y decide seguir su propio camino por un tiempo para que pueda seguir adelante y curarse lejos de otras personas. Morgan extiende una oferta de Rick para que Jadis, la exlíder de los carroñeros, se una a Alexandria para que no tenga que estar sola. Jadis, que revela que su nombre real es Anne, acepta su oferta mientras Morgan se queda solo en el depósito de chatarra que había cobijado a los carroñeros.

## Fear the Walking Dead
Poco después de la guerra con los Salvadores, a Morgan, Carol y Rick los visitan en el depósito de chatarra y todos intentan por separado que Morgan regrese con ellos. Rick le advierte a Morgan que no importa lo lejos que corra, eventualmente se encontrará con personas nuevamente. Posteriormente, Morgan abandona el depósito de chatarra y comienza a trabajar hacia el oeste, terminando en Texas, donde conoce a John Dorie.

### Cuarta Temporada
Un poco antes de la guerra con los salvadores, Jesús, Carol y Rick Morgan se quedan depósito de chatarra, quienes intentan por separado que Morgan vuelva con ellos. Rick le advierte a Morgan que no importa cuán lejos corra, eventualmente se encontrará nuevamente con gente y que se hará querer por ellos. Posteriormente, Morgan deja el depósito de chatarra y comienza a trabajar hacia el oeste, terminando en Texas donde conoce a John Dorie. Después de encontrarse con un grupo hostil de sobrevivientes llamados Los Buitres un grupo muy similar a Los Salvadores, los dos hombres son rescatados por una periodista llamada Althea y luego capturados por Victor Strand, Luciana Galvez y Nick y Alicia Clark. Al principio, Morgan intenta mantenerse alejado de los asuntos de sus nuevos amigos, además de intentar convencer a Nick de que abandone su camino de venganza que termina en la propia muerte de Nick. Después de escuchar la historia de John y su amor por la mujer que conocía como Laura, Morgan decide ir tras sus nuevos amigos e intentar detener su guerra con los Buitres, sin éxito. Para salvar la vida de John después de que le dispararan, Morgan, Al, June, que es la mujer que John conocía como Laura y una niña llamada Charlie, regresan al Dell Diamond estadio de béisbol donde el grupo de Alicia había formado un comunidad antes de que fuera destruida por los Buitres. Morgan ayuda a obtener los suministros médicos necesarios y utiliza sus propias experiencias para convencer a Alicia de no vengarse de June y Charlie.
Al comienzo de la segunda mitad de la temporada, Morgan decide regresar a Alexandría para decirle a Rick que tenía razón: después de todo, Morgan encontró el camino de regreso a la gente. Durante este tiempo, el grupo de Morgan descubre que una serie de camioneros liderados por un hombre llamado Polar Bear han estado dejando suministros a lo largo de las carreteras para cualquiera que los necesite. Sin embargo, un poderoso huracán golpea, separando al grupo. Mientras se refugia en un camión durante la tormenta, Morgan es transportado accidentalmente a Misisipi donde hace tres nuevos amigos en Jim, Sarah y Wendell. El grupo regresa a Texas, dejando cajas de suministros pertenecientes al camionero original a lo largo del camino para otros sobrevivientes, pero entran en conflicto con una mujer llamada Martha que se volvió loca después de perder a su esposo en un accidente automovilístico cuando nadie la ayudaba. Después de ver las cintas de vídeo de Al, Martha ve la declaración de Morgan de que "pierdo gente y luego me pierdo" y se propone fortalecer a Morgan matando a sus amigos.
Morgan se encuentra a sí mismo como el líder del grupo cuando son arrinconados en un hospital y Jim es mordido. Culpándose a sí mismo por su situación, Morgan intenta sacrificarse para permitir que sus amigos escapen, pero regresan y rescatan a Morgan mientras Jim se sacrifica para que todos puedan escapar. Morgan decide llevar a su nuevo grupo a Alexandría, pero primero intenta ayudar a Martha, quien ha envenenado a los demás con anticongelante. Incapaz de ayudar a sus amigos, Morgan una vez más casi se pierde, pero recupera el control y hace un arduo viaje para salvar a los demás. Morgan logra llegar a los demás a tiempo y contrarrestar el envenenamiento anticongelante a través del etanol en cerveza de la cervecería de Jim. Al regresar para ayudar a Martha, se descubre que sucumbió a una infección masiva por una herida de bala no tratada anteriormente y Morgan la baja y entierra a Martha.
Inspirado por su conflicto con Martha, una mujer conducida a la locura porque nadie ayudaría, Morgan decide no regresar a Alexandría. En cambio, Morgan decide hacerse cargo de una fábrica de mezclilla y usarla y los recursos que Polar Bear dejó para ayudar a otros sobrevivientes que lo necesitan. El resto del grupo elige unirse a los esfuerzos de Morgan en lugar de ir por caminos separados y deciden acompañarlo a Alexandría.

### Quinta Temporada
En "Here to Help," Morgan guía a la mayoría de sus amigos para ayudar a un sobreviviente llamado Logan. En los meses transcurridos desde que comenzaron sus esfuerzos, el grupo no ha tenido ningún éxito ya que todos están muertos, desaparecidos o no quieren ser encontrados. Morgan, Alicia, Al, John, June y Luciana sufren un accidente de avión que deja a Luciana gravemente herida, lo que obliga a los demás a luchar contra una manada de caminantes mientras June libera a Luciana. Con la ayuda de un grupo de niños, logran escapar, pero encuentran señales de alta radiación y un extraño bloqueo de caminantes. En la parada de camiones cercana que pertenece a Polar Bear, Morgan se pone en contacto con Logan, solo para enterarse de que él es el ex socio de Polar Bear que los engañó para que pudiera hacerse cargo de la fábrica.
En "The Hurt That Will Happen," el grupo de Morgan busca a Al que desapareció mientras examinaba a un extraño caminante en el lugar del accidente del avión. Después de encontrarse con otro obstáculo que advierte de alta radiación, Morgan envía a dos caminantes, cayendo en una trampa que pertenece a una mujer llamada Grace. Una vez que la situación se calma, Grace explica que el caminante con el que Morgan había luchado es radiactivo debido a una fusión del reactor en una planta de energía cercana. Morgan se ve obligado a someterse a una descontaminación y a desechar permanentemente su bastón de combate, ya que se ha contaminado más allá de la limpieza. Se revela que Grace es la líder de un grupo de supervivientes que utilizaron la planta como base hasta que el colapso mató al resto y convirtió sus cadáveres reanimados en radiactivos. Morgan y Alicia ayudan a Grace a comprobar el lugar del accidente y, afortunadamente, determinan que ninguno de los caminantes con los que habían luchado anteriormente estaba contaminado, pero se enfrentan a otra manada con un caminante radiactivo. Morgan ayuda a Grace a lidiar con el caminante mientras Alicia se ocupa del resto de la manada. Morgan luego habla con Alicia sobre su creciente imprudencia y son llamados a un campamento donde John y June han encontrado los restos de más caminantes radiactivos y residentes reanimados que contrajeron enfermedad por radiación después de quemar los cuerpos. Aunque Morgan ofrece su ayuda para lidiar con el resto, Grace se niega y revela que tiene una enfermedad terminal por radiación. Morgan y Grace prometen mantenerse en contacto y Grace le pide a Morgan que le avise si se encuentran con más de sus amigos para que pueda dejarlos de manera segura. Al final, Virginia le dispara. Se las arregla para grabar un mensaje final para su grupo, diciéndoles que sigan adelante y hagan el bien. Se desmaya cuando los caminantes se acercan a él, dejando su destino desconocido.

## Desarrollo y recepción
Lennie James interpretó a Morgan en el estreno de la serie "Days Gone Bye". Mike Ryan de Vanity Fair describió a Morgan en su reseña del episodio como "miedo de que los zombis no entren, lo que parece una reacción razonable". Liz Kelly y Jen Chaney de The Washington Post comentó sobre Morgan y Duane, "cuya pérdida de la figura de la madre en su familia nos recordó un poco a los personajes de "Lost" Michael y Walt Lloyd". Josh Jackson de Paste describió a Morgan y Duane como "atormentados por la esposa de Morgan que camina por las calles fuera de la casa suburbana donde se encuentran en cuclillas. Incapaz de sacarla de su miseria o seguir adelante sin ella, están congelados en su lugar, atormentados por la pérdida que realmente no ha desaparecido. Es el más terrible de los escenarios, perseguido por la cáscara de un ser querido, los zombis no son genéricos; este es personal ." Jackson también declaró que Rick está "conmocionado por el mundo al que se despierta y que Morgan es su pastor en la realidad". Leonard Pierce de The A.V. Club describió a Morgan como "bellamente interpretado por el siempre bienvenido Lennie James" y agregó que "agrega un momento de conmoción, ya que se encuentra realmente disculpándose por no haber matado a su esposa ahora reanimada". Pierce describe la escena en la que Morgan "intenta reunir la ... fuerza? ¿resolver? ¿compasión? - para destruir lo que solía ser su esposa "como una escena" desgarradora. Kris King de Starpulse notó que Morgan "tiene una escena poderosa que involucra el destino de su esposa y su intento grizzly de aceptar su pérdidas". Escribiendo para The Atlantic, Scott Meslow describe lo que considera "la escena más devastadora del episodio", en la cual "Morgan apunta a la cabeza de [su esposa] a través de un rifle desde una ventana, casi tirando del gatillo varias veces antes de colapsar en lágrimas. El destino de Morgan es un oscuro reflejo de los peores temores de Rick; con su esposa e hijo desaparecidos, y sin poder contactarlos, Rick nunca sabe si doblará una esquina y encontrará una grotesca perversión de la esposa y el hijo que ama."
Se confirmó el 19 de noviembre de 2012 que Morgan volvería en la tercera temporada .  En una entrevista con  Inside TV , Robert Kirkman define el título del episodio "Clear", y cómo se relaciona con Morgan: "Significa muchas cosas. Hasta cierto punto, son los estragos de un loco, pero también se trata de que él intente aclare su vida y elimine cualquier enredo que lo rodea. Vive solo, por lo que está tratando de tener una mente clara. Básicamente se trata de que se deshaga de su esposa y de su hijo, y la única manera de sobrevivir es deshacerse de él. despeje el área que lo rodea."
Kirkman también sintió que Lennie James estaba "realmente interpretando a un personaje completamente diferente y haciendo cosas completamente diferentes en este episodio y es igual de increíble que hacerlo. Así que fue muy divertido tenerlo de vuelta y hacer que él hiciera cosas tan diferentes". por lo que había hecho antes." En su resumen del episodio de Los Angeles Times, Todd VanDerWerff llamó a Lennie James un "actor brillante", y sintió que "su papel es lo suficientemente significativo como para que esencialmente se convierta en el principal jugador de apoyo en la pieza". Eric Kain de Forbes calificó la actuación de Lennie James como "absolutamente fascinante", señalando que Morgan "es un hombre cambiado, y no para mejor "; Kain dijo que la negativa de Morgan a la oferta de Rick de regresar a la prisión con él era" una escena gloriosa". Zack Handlen de The A.V. Club describe la situación de Morgan: "El delito de Morgan es que no pudo abandonar el pasado; no pudo disparar a su esposa zombificada, por lo que su esposa muerta mató a su hijo. Ahora no tiene nada que vivir". para, pero no tiene la fuerza de voluntad que le queda para quitarse la vida. Lo que lo deja atrapado. No puede unirse al grupo de Rick, no importa lo mucho que Rick quiera que lo haga, porque eso significaría conectarse con la gente. de nuevo, volverse vulnerable, arriesgarse y tener que sufrir cuando mueren sus nuevos amigos. Y no puede suicidarse, ya que eso requeriría un tipo de coraje diferente. Por lo tanto, está atrapado construyendo sus trampas, cubriendo las paredes con sus escritos, enviando mensajes. mensajes a extraños que nunca verá ". ."
El 26 de noviembre de 2017, se anunció en  Talking Dead  que Lennie James estaría saliendo de The Walking Dead y la transición del papel de Morgan a Fear the Walking Dead.